# Aloe elgonica
Aloe elgonica es una  especie de aloe nativa de  Kenia.

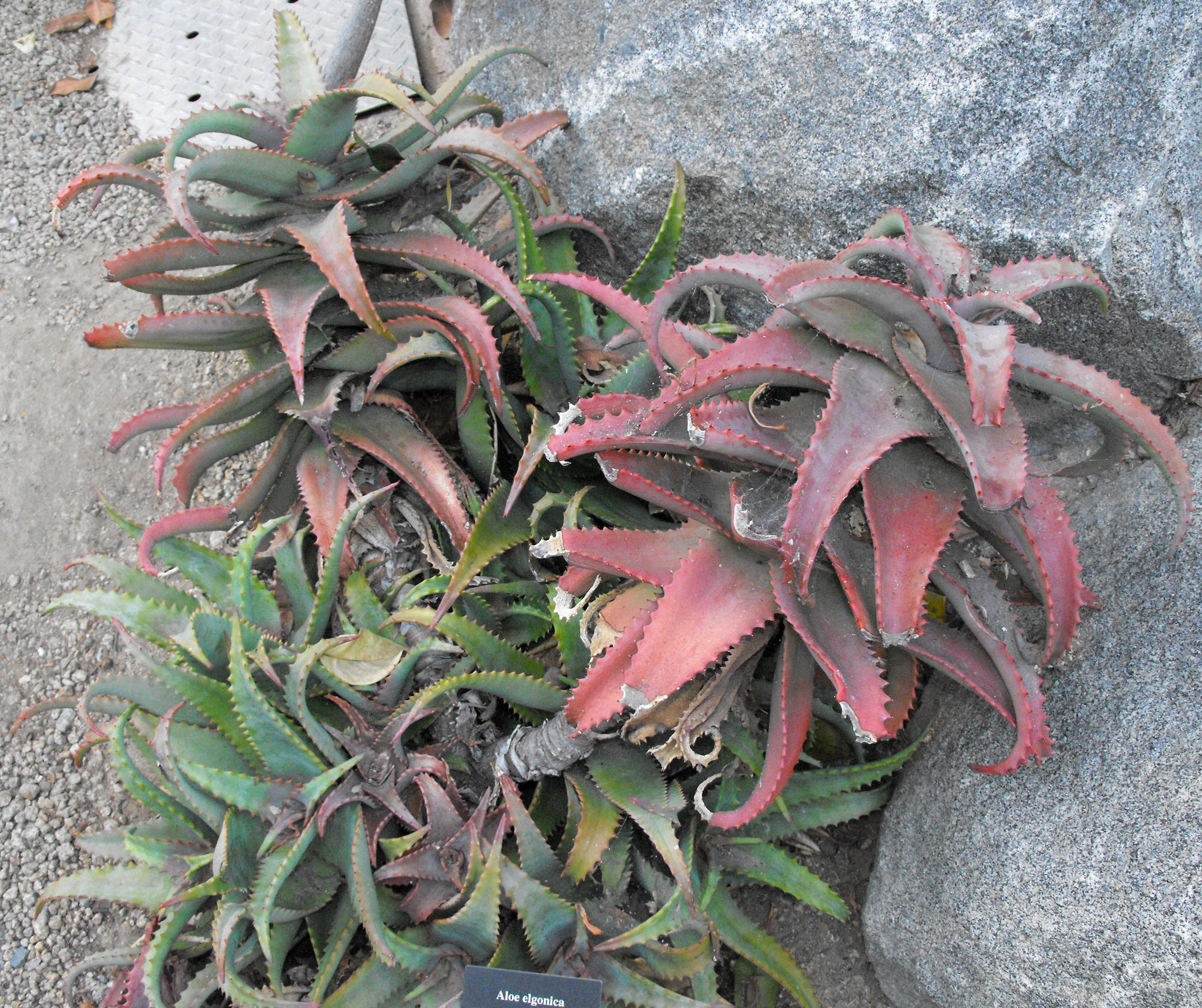
Vista de la planta

## Descripción
Es una planta con hojas suculentas agrupadas en una roseta basal. Las hojas con carnosas con los márgenes dentados y de color verde. Las inflorescencias se encuentran en un tallo erecto donde se encuentran los racimos de flores de color naranja o rojizo.

## Taxonomía
Aloe elgonica fue descrita por Arthur Allman Bullock y publicado en Bull. Misc. Inform. Kew 1932: 503, en el año (1932).
Etimología
Ver: Aloe
elgonica: epíteto geográfico que alude asu localización en el Monte Elgon.